# Marina Arrate

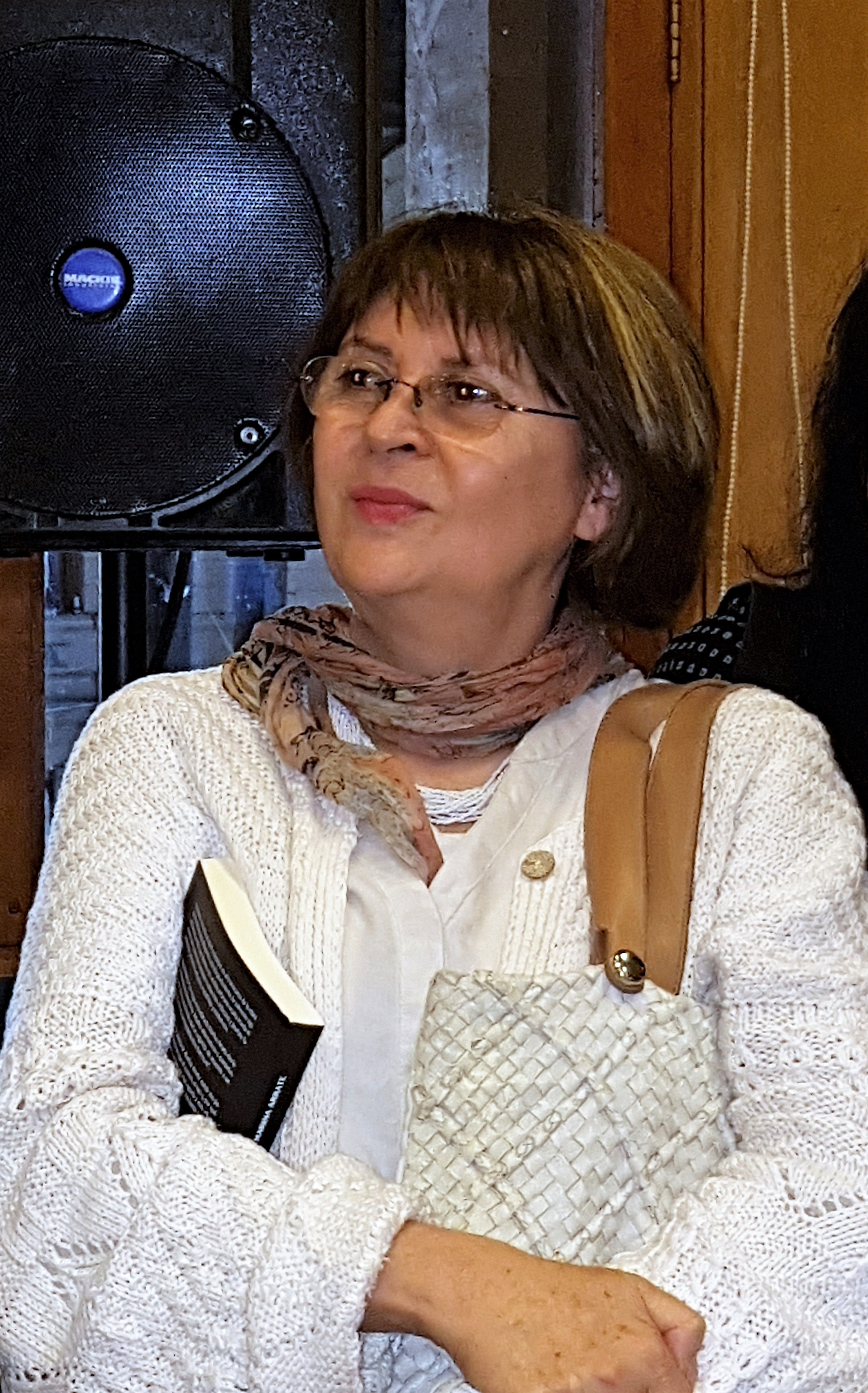
Marina Arrate, 2017

Marina Arrate Palma (* 14. Februar 1957 in Osorno) ist eine chilenische Dichterin und Psychologin.
Sie studierte Psychologie an der Pontificia Universidad Católica de Chile mit einem Masterabschluss an der Universidad de Concepción.
1985 begann sie ihre Publikationen in der Zeitschrift Lar in Concepción. Zurück in Santiago war sie die Gründerin des Verlags Libros de la Elipse. Sie ist Lehrbeauftragte an mehreren Zentren wie der Universidad Tecnológica Metropolitana oder dem Centro de Género y Cultura de América Latina der Universidad de Chile.

## Werke
- Este Lujo de Ser, 1986, Editorial LAR, Concepción.
- Máscara Negra, 1990, Editorial LAR, Concepción.
- Tatuaje, 1992, Editorial LAR, Concepción.
- Compilación de su Obra Publicada, 1996, Editorial Tierra Firme, Buenos Aires.
- Uranio, 1999, Editorial LOM, Santiago.
- Trapecio, 2002, Editorial LOM, Santiago. Premio Municipal de Poesía de Santiago 2003
- El Libro del Componedor, 2008, Sello Editorial Libros de la Elipse, Santiago.
- Satén, 2009, Editorial Pen Press, New York.
- Carta a Don Alonso de Ercilla y Zúñiga, Memoria Poética. Reescrituras de la Araucana, 2010

## Auszeichnungen
- Premio Municipal de Poesía de Santiago 2003 für Trapecio